# Mr. Pitiful Soul Band
La Mr. Pitiful Soul Band è una band di Rhythm & blues fondata da Fabrizio Leone (attuale bassista della band) e Fabio Pierotti nel 1994.
Il repertorio che propongono è composto principalmente da brani della Stax Records, e non solo: Otis Redding, Wilson Pickett, Johnnie Taylor, Rufus Thomas, William Bell, Eddie Floyd, Same & Dave, James Brown, Joe Tex, Ray Charles, ed altri ancora.

## Storia
Nel luglio 1996, grazie all'interessamento del patron Graziano Uliani, la band partecipa al Porretta Soul Festival tribute to Otis Redding, la più grande manifestazione europea dedicata alla musica Soul.
In tale occasione si esibisce estemporaneamente con LaVern Baker, carismatica artista di Chicago, scomparsa nei primi mesi del 1997 (sua la famosa hit R'n'B "Saved").
Nel novembre 1996, come accade in tutte le band, si verifica il primo avvicendamento di "corde vocali" ed entra a far parte della band Matteo Becucci, voce potente e cristallina proveniente da esperienze musicali in ambito Pop e Blues (da citare 2 anni di tournée e a fianco di Sergio Caputo) e vincitore, quest'anno della trasmissione televisiva X-Factor, in onda su RAI2. Con Matteo la band inizia a spostare l'attenzione verso un repertorio dal gusto più 70th (Al Green, Stevie Wonder, Marvin Gaye).
Oggi, dopo 12 anni di attività, Matteo è considerato di diritto il cantante simbolo della band che con lui ha condiviso numerosissime esperienze live in tutta Italia.
Nel giugno 1997 la band partecipa, come unica portabandiera della musica Soul, alla manifestazione Anfiteatro Jazz in Lucca, la quale ospita artisti come Michel Petrucciani, Miroslav Vitouš, il quintetto di Giovanni Tommaso, assieme a molti altri nomi importanti.
Nel 1998 partecipa al Sestri Levante Blues & Soul Festival, ottenendo come risposta da parte della critica la positiva recensione del giornalista ed esperto musicale Gianni Del Savio, pubblicata sul mensile musicale Buscadero (verranno ospitati nuovamente nell'edizione del 2001). Nel luglio dello stesso anno la band è invitata a partecipare al Peschiera Sweet Soul Festival, per l'apertura del concerto di Solomon Burke, il più "grande" mito vivente del Soul mondiale.

Sempre nel 1998, la band rinnova la partecipazione al Porretta Soul Festival nella serata del sabato come unica band ad aprire l'evento, con diretta radiofonica su Rai Radio 2, Radio Radar, oltre a varie riprese televisive e critiche lusinghiere da parte della rivista specializzata Blues.

Queste ultime esperienze sono state molto formative per la band, che ha potuto così collaborare e suonare dal vivo con artisti come Lannie McMillan e di Dywane Thomas Jr., rispettivamente sassofonista e bassista della Memphis All Stars R&B Band.
Nel novembre 2000, la band conclude positivamente un minitour in 10 date con la cantante di Washington D.C. Danna Leese Routh, già protagonista in passato di esibizioni live nei vari locali d'Italia.
Verso la fine del 2001, la band diminuisce la frequenza live a favore di progetti inediti in ambito Funky & Pop, registrando un EP di inediti dal titolo Liberi di mente, anche se non mancheranno mai eventi dal vivo, talvolta in formazione ridotta rispetto ai canonici 8 strumenti sul palco.
Dal 2005 la band è di nuovo in piena attività e con l'organico al completo conta ben 11 musicisti sul palco.
L'ultimo ingresso in ordine di tempo è di Cristina Salotti, che con la sua voce soul risulta perfetta accanto a Matteo. Proprio insieme a quest'ultimo, hanno collaborato con la trasmissione televisiva X-Factor, attraverso un concerto tenutosi al Teatro Goldoni di Livorno il 3 aprile 2009, concerto andato in onda sulla RAI durante la trasmissione e nei daily della stessa.

## Formazione
- Matteo Becucci - voce
- Cristina Salotti - voce
- Fabio Pierotti - chitarre e direzione
- Simone Venturi - tastiere
- Fabrizio Leone - basso elettrico
- Andrea Giannelli - batteria
- Piero Fontana - percussioni

### The Lazy Horns
- Alessandro Rizzardi - sax tenore
- Andrea Guzzoletti - tromba
- Emilio Cervelli - sax
- Silvio Bernardi - trombone